# Wagstaff-Primzahl
In der Zahlentheorie ist eine Wagstaff-Primzahl eine Primzahl {\displaystyle p} der Form
{\displaystyle p={\frac {2^{q}+1}{3}}} mit einer ungeraden Primzahl {\displaystyle q\in \mathbb {P} }
Diese Zahlen wurden nach dem Mathematiker Samuel Wagstaff benannt und tauchen unter anderem in der neuen Mersenne-Vermutung auf.

## Beispiele
- Die ersten Wagstaff-Primzahlen sind die folgenden:

3, 11, 43, 683, 2731, 43691, 174763, 2796203, 715827883, 2932031007403, 768614336404564651, 201487636602438195784363, 845100400152152934331135470251, 56713727820156410577229101238628035243, 62357403192785191176690552862561408838653121833643, … (Folge A000979 in OEIS)
Dabei gilt für die ersten drei dieser Primzahlen:
{\displaystyle 3={\frac {2^{3}+1}{3}}}, {\displaystyle 11={\frac {2^{5}+1}{3}}}, {\displaystyle 43={\frac {2^{7}+1}{3}}}, …
- Die ersten Exponenten {\displaystyle q\in \mathbb {P} }, die auf Wagstaff-Primzahlen {\displaystyle p={\frac {2^{q}+1}{3}}} führen, sind die folgenden:[2]

3, 5, 7, 11, 13, 17, 19, 23, 31, 43, 61, 79, 101, 127, 167, 191, 199, 313, 347, 701, 1709, 2617, 3539, 5807, 10501, 10691, 11279, 12391, 14479, 42737, 83339, 95369, 117239 (Folge A000978 in OEIS)
- Die weiteren Exponenten {\displaystyle q\in \mathbb {P} }, die auf mögliche Wagstaff-Primzahlen führen, sind die folgenden (im Moment sind sie noch nicht bewiesene Primzahlen, also probable primes, PRP):

127031, 138937, 141079, 267017, 269987, 374321, 986191, 4031399, …, 13347311, 13372531, 15135397 (Folge A000978 in OEIS)
- Im Februar 2010 entdeckte Tony Reix die Wagstaff-PRP {\displaystyle {\frac {2^{4031399}+1}{3}}}. Sie hat {\displaystyle 1213572} Stellen und war zu diesem Zeitpunkt die drittgrößte PRP-Zahl, die je gefunden wurde.[3] Bis heute weiß man noch nicht, ob sie wirklich eine echte Primzahl oder doch nur eine Pseudoprimzahl ist.
- Im Juni 2021 entdeckte Ryan Propper die bis dato (Stand: 22. September 2022) größte potentielle Wagstaff-Primzahl, nämlich die Zahl {\displaystyle {\frac {2^{15135397}+1}{3}}} mit {\displaystyle 4556209} Stellen. Diese Zahl ist die momentan drittgrößte probable prime (PRP), die bisher entdeckt wurde.[3]

## Eigenschaften
- Sei {\displaystyle p\in \mathbb {P} } eine Wagstaff-Primzahl. Dann gilt:

{\displaystyle {\frac {2^{p}+1}{3}}} muss nicht unbedingt eine Primzahl sein
Beweis: Das kleinste Gegenbeispiel lautet: {\displaystyle {\frac {2^{683}+1}{3}}=1676083\cdot 26955961001\cdot Z_{189}} ist keine Primzahl.

## Ungelöste Probleme
- Es wird folgende Aussage vermutet:

Sei {\displaystyle p\in \mathbb {P} } eine Wagstaff-Primzahl mit {\displaystyle p>43}. Dann gilt:
{\displaystyle {\frac {2^{p}+1}{3}}} ist immer zusammengesetzt.
- Sind die oben schon genannten Wagstaff-Zahlen {\displaystyle {\frac {2^{p}+1}{3}}} mit den folgenden Exponenten {\displaystyle p} tatsächlich Wagstaff-Primzahlen, oder sind sie doch nur Pseudoprimzahlen (sogenannte PRP-Zahlen):

127031, 138937, 141079, 267017, 269987, 374321, 986191, 4031399, …, 13347311, 13372531, 15135397 (Folge A000978 in OEIS)

## Wissenswertes
Der Nachweis, dass Wagstaff-Zahlen tatsächlich Primzahlen sind, ist äußerst schwierig. Dies erklärt die vielen PRP-Zahlen, die noch nicht eindeutig als Primzahlen identifiziert wurden. Sie erfüllen viele Eigenschaften von Primzahlen, aber es könnten auch Pseudoprimzahlen sein. Momentan ist der schnellste Algorithmus, mit dem man Wagstaff-Zahlen als Primzahlen erkennen kann, das Programm ECPP, welches dafür elliptische Kurven benötigt (daher der Name des Programms: Elliptic Curve Primality Proving – ECPP). Die bis dato größte gesicherte Wagstaff-Primzahl {\displaystyle {\frac {2^{95369}+1}{3}}} mit {\displaystyle 28709} Stellen gehört zu den 10 größten Primzahlen, die bisher mit dieser Methode gefunden wurden.
Mit dem Programm LLR (Lucas-Lehmer-Riesel-Test) von Jean Penné werden potentielle Wagstaff-Primzahl-Kandidaten gefunden.

## Verallgemeinerung
Eine Wagstaff-Zahl mit Basis b hat die Form
{\displaystyle Q(b,n)={\frac {b^{n}+1}{b+1}}} mit einer Basis {\displaystyle b\in \mathbb {N} }, {\displaystyle b\geq 2} und einer ungeraden Zahl {\displaystyle n\in \mathbb {N} }
Eine prime Wagstaff-Zahl mit Basis {\displaystyle b} nennt man Wagstaff-Primzahl mit Basis b.

### Beispiele
- Es folgt eine Tabelle, der man die kleinsten Exponenten {\displaystyle n\in \mathbb {P} } entnehmen kann, sodass man entweder eine Wagstaff-Primzahl mit Basis {\displaystyle b} oder zumindest eine sehr wahrscheinliche Wagstaff-Primzahl mit Basis {\displaystyle b} (also eine PRP-Zahl) enthält:[7][8][9]

| {\displaystyle b}  | Form                                   | Potenzen {\displaystyle n}, sodass Wagstaff-Primzahlen mit Basis {\displaystyle b}, also der Form {\displaystyle {\frac {b^{n}+1}{b+1}}}, prim oder PRP sind | OEIS-Folge              |
| {\displaystyle 2}  | {\displaystyle {\frac {2^{n}+1}{3}}}   | 3, 5, 7, 11, 13, 17, 19, 23, 31, 43, 61, 79, 101, 127, 167, 191, 199, 313, 347, 701, 1709, 2617, 3539, 5807, 10501, 10691, 11279, 12391, 14479, 42737, 83339, 95369, 117239, 127031, 138937, 141079, 267017, 269987, 374321, 986191, 4031399, … (die ursprünglichen Wagstaff-Primzahlen) | (Folge A000978 in OEIS) |
| {\displaystyle 3}  | {\displaystyle {\frac {3^{n}+1}{4}}}   | 3, 5, 7, 13, 23, 43, 281, 359, 487, 577, 1579, 1663, 1741, 3191, 9209, 11257, 12743, 13093, 17027, 26633, 104243, 134227, 152287, 700897, 1205459, 1896463, 2533963, … | (Folge A007658 in OEIS) |
| {\displaystyle 4}  | {\displaystyle {\frac {4^{n}+1}{5}}}   | 3 (es gibt keine weiteren Wagstaff-Primzahlen mit Basis {\displaystyle b=4}, weil {\displaystyle 4^{n}+1=(2^{n}-2^{\frac {n+1}{2}}+1)\cdot (2^{n}+2^{\frac {n+1}{2}}+1)}) |                         |
| {\displaystyle 5}  | {\displaystyle {\frac {5^{n}+1}{6}}}   | 5, 67, 101, 103, 229, 347, 4013, 23297, 30133, 177337, 193939, 266863, 277183, 335429, 1856147, … | (Folge A057171 in OEIS) |
| {\displaystyle 6}  | {\displaystyle {\frac {6^{n}+1}{7}}}   | 3, 11, 31, 43, 47, 59, 107, 811, 2819, 4817, 9601, 33581, 38447, 41341, 131891, 196337, 1313371, … | (Folge A057172 in OEIS) |
| {\displaystyle 7}  | {\displaystyle {\frac {7^{n}+1}{8}}}   | 3, 17, 23, 29, 47, 61, 1619, 18251, 106187, 201653, 1178033, … | (Folge A057173 in OEIS) |
| {\displaystyle 8}  | {\displaystyle {\frac {8^{n}+1}{9}}}   | (es gibt keine Wagstaff-Primzahlen mit Basis {\displaystyle b=8}) |                         |
| {\displaystyle 9}  | {\displaystyle {\frac {9^{n}+1}{10}}}  | 3, 59, 223, 547, 773, 1009, 1823, 3803, 49223, 193247, 703393, … | (Folge A057175 in OEIS) |
| {\displaystyle 10} | {\displaystyle {\frac {10^{n}+1}{11}}} | 5, 7, 19, 31, 53, 67, 293, 641, 2137, 3011, 268207, 1600787, … | (Folge A001562 in OEIS) |
| {\displaystyle 11} | {\displaystyle {\frac {11^{n}+1}{12}}} | 5, 7, 179, 229, 439, 557, 6113, 223999, 327001, … | (Folge A057177 in OEIS) |
| {\displaystyle 12} | {\displaystyle {\frac {12^{n}+1}{13}}} | 5, 11, 109, 193, 1483, 11353, 21419, 21911, 24071, 106859, 139739, 495953, … | (Folge A057178 in OEIS) |
| {\displaystyle 13} | {\displaystyle {\frac {13^{n}+1}{14}}} | 3, 11, 17, 19, 919, 1151, 2791, 9323, 56333, 1199467, … | (Folge A057179 in OEIS) |
| {\displaystyle 14} | {\displaystyle {\frac {14^{n}+1}{15}}} | 7, 53, 503, 1229, 22637, 1091401, … | (Folge A057180 in OEIS) |
| {\displaystyle 15} | {\displaystyle {\frac {15^{n}+1}{16}}} | 3, 7, 29, 1091, 2423, 54449, 67489, 551927, … | (Folge A057181 in OEIS) |
| {\displaystyle 16} | {\displaystyle {\frac {16^{n}+1}{17}}} | 3, 5, 7, 23, 37, 89, 149, 173, 251, 307, 317, 30197, 1025393, … | (Folge A057182 in OEIS) |
| {\displaystyle 17} | {\displaystyle {\frac {17^{n}+1}{18}}} | 7, 17, 23, 47, 967, 6653, 8297, 41221, 113621, 233689, 348259, … | (Folge A057183 in OEIS) |
| {\displaystyle 18} | {\displaystyle {\frac {18^{n}+1}{19}}} | 3, 7, 23, 73, 733, 941, 1097, 1933, 4651, 481147, … | (Folge A057184 in OEIS) |
| {\displaystyle 19} | {\displaystyle {\frac {19^{n}+1}{20}}} | 17, 37, 157, 163, 631, 7351, 26183, 30713, 41201, 77951, 476929, … | (Folge A057185 in OEIS) |
| {\displaystyle 20} | {\displaystyle {\frac {20^{n}+1}{21}}} | 5, 79, 89, 709, 797, 1163, 6971, 140053, 177967, 393257, … | (Folge A057186 in OEIS) |
| {\displaystyle 21} | {\displaystyle {\frac {21^{n}+1}{22}}} | 3, 5, 7, 13, 37, 347, 17597, 59183, 80761, 210599, 394579, … | (Folge A057187 in OEIS) |
| {\displaystyle 22} | {\displaystyle {\frac {22^{n}+1}{23}}} | 3, 5, 13, 43, 79, 101, 107, 227, 353, 7393, 50287, … | (Folge A057188 in OEIS) |
| {\displaystyle 23} | {\displaystyle {\frac {23^{n}+1}{24}}} | 11, 13, 67, 109, 331, 587, 24071, 29881, 44053, … | (Folge A057189 in OEIS) |
| {\displaystyle 24} | {\displaystyle {\frac {24^{n}+1}{25}}} | 7, 11, 19, 2207, 2477, 4951, … | (Folge A057190 in OEIS) |
| {\displaystyle 25} | {\displaystyle {\frac {25^{n}+1}{26}}} | 3, 7, 23, 29, 59, 1249, 1709, 1823, 1931, 3433, 8863, 43201, 78707, … | (Folge A057191 in OEIS) |

- Weitere Wagstaff-Primzahlen mit Basis {\displaystyle b} für {\displaystyle 25<b\leq 200} kann man [7] entnehmen.
- Die kleinsten Wagstaff-Primzahlen mit Basis {\displaystyle b=10} (also der Form {\displaystyle {\frac {10^{n}+1}{11}}}) sind die folgenden:

9091, 909091, 909090909090909091, 909090909090909090909090909091, … (Folge A097209 in OEIS)
Die dazugehörigen {\displaystyle n} kann man der obigen Tabelle entnehmen.
- Die kleinsten Primzahlen {\displaystyle p\in \mathbb {P} }, sodass {\displaystyle Q(b,p)={\frac {b^{p}+1}{b+1}}} prim ist, sind die folgenden (für {\displaystyle b=2,3,4,\ldots }; falls keine solche Primzahl {\displaystyle p} existiert, steht 0):

3, 3, 3, 5, 3, 3, 0, 3, 5, 5, 5, 3, 7, 3, 3, 7, 3, 17, 5, 3, 3, 11, 7, 3, 11, 0, 3, 7, 139, 109, 0, 5, 3, 11, 31, 5, 5, 3, 53, 17, 3, 5, 7, 103, 7, 5, 5, 7, 1153, 3, 7, 21943, 7, 3, 37, 53, 3, 17, 3, 7, 11, 3, 0, 19, 7, 3, 757, 11, 3, 5, 3, … (Folge A084742 in OEIS)
Beispiel 1: An der 25. Stelle der obigen Liste (also für {\displaystyle b=26}) steht eine {\displaystyle 11}.
Somit ist {\displaystyle Q(26,11)={\frac {26^{11}+1}{26+1}}=135938684703251\in \mathbb {P} } die kleinste Wagstaff-Primzahl mit Basis {\displaystyle b=26}.
Beispiel 2: An der 26. Stelle der obigen Liste (also für {\displaystyle b=27}) steht eine {\displaystyle 0}.
Somit existieren keine Wagstaff-Primzahlen mit Basis {\displaystyle b=27} (also ist immer {\displaystyle Q(27,n)={\frac {27^{n}+1}{27+1}}\not \in \mathbb {P} })
- Sei {\displaystyle Prim(n)} die {\displaystyle n}-te Primzahl. Die kleinsten Basen {\displaystyle b\in \mathbb {N} }, sodass {\displaystyle Q(b,Prim(n))={\frac {b^{Prim(n)}+1}{b+1}}} prim ist, sind die folgenden (für {\displaystyle n=2,3,4,\ldots }):

2, 2, 2, 2, 2, 2, 2, 2, 7, 2, 16, 61, 2, 6, 10, 6, 2, 5, 46, 18, 2, 49, 16, 70, 2, 5, 6, 12, 92, 2, 48, 89, 30, 16, 147, 19, 19, 2, 16, 11, 289, 2, 12, 52, 2, 66, 9, 22, 5, 489, 69, 137, 16, 36, 96, 76, 117, 26, 3, 159, … (Folge A103795 in OEIS)
Beispiel 1: An der 11. Stelle der obigen Liste (also für {\displaystyle n=12}) steht eine {\displaystyle 16}. Die 12. Primzahl ist 37, es ist also {\displaystyle Prim(n)=Prim(12)=37}.
Somit ist {\displaystyle Q(16,37)={\frac {16^{37}+1}{16+1}}\in \mathbb {P} } die Wagstaff-Primzahl mit kleinster Basis {\displaystyle b=16}, bei der die Hochzahl {\displaystyle 37} sein muss.
Beispiel 2: An der 24. Stelle der obigen Liste (also für {\displaystyle n=25}) steht eine {\displaystyle 70}. Die 25. Primzahl ist 97, es ist also {\displaystyle Prim(n)=Prim(25)=97}.
Somit ist {\displaystyle Q(70,97)={\frac {70^{97}+1}{70+1}}\in \mathbb {P} } die Wagstaff-Primzahl mit kleinster Basis {\displaystyle b=70}, bei der die Hochzahl {\displaystyle 97} sein muss.

### Eigenschaften
- Bei einer Wagstaff-Primzahl mit Basis {\displaystyle b} (also der Form {\displaystyle Q(b,n)={\frac {b^{n}+1}{b+1}}}) muss immer gelten:

{\displaystyle n\in \mathbb {P} } ist eine ungerade Primzahl
Die Umkehrung gilt nicht: wenn {\displaystyle n\in \mathbb {P} } eine ungerade Primzahl ist, muss die dazugehörige Wagstaff-Zahl mit Basis {\displaystyle b} nicht prim sein.
- Sei {\displaystyle Q(b,n)={\frac {b^{n}+1}{b+1}}} eine Wagstaff-Zahl mit Basis {\displaystyle b} mit {\displaystyle b=a^{m}}, {\displaystyle m>1} ungerade (also {\displaystyle b\in \{1,8,27,32,64,125,128,\ldots \}} (Folge A070265 in OEIS)).

Dann gilt:
Die Basis-{\displaystyle b}-Wagstaff-Zahl {\displaystyle Q(a^{m},n)={\frac {(a^{m})^{n}+1}{a^{m}+1}}} ist niemals prim
In der obigen Tabelle kann man bei {\displaystyle b=8} erkennen, dass es keine Wagstaff-Primzahlen mit Basis {\displaystyle b=8} gibt.